# Laarbeek
Laarbeek é um município dos Países Baixos, situado na província de Brabante do Norte. Tem 56,17 km² de área e sua população em 2020 foi estimada em 22.665 habitantes.